# Ouleus
Ouleus is een geslacht van vlinders van de familie dikkopjes (Hesperiidae), uit de onderfamilie Pyrginae.

## Soorten
- O. accedens (Mabille, 1895)
- O. calavius (Godman & Salvin, 1895)
- O. cyrna (Mabille, 1895)
- O. dilla Evans, 1953
- O. fatinitza (Plötz, 1884)
- O. fridericus (Geyer, 1832)
- O. matria Evans, 1953
- O. narycus (Mabille, 1889)
- O. negrus Nicolay, 1980